# Bambrugge
Bambrugge is een dorp in de Belgische provincie Oost-Vlaanderen en een deelgemeente van Erpe-Mere, het was een zelfstandige gemeente tot aan de gemeentelijke herindeling van 1977. Het dorp ligt in de Denderstreek aan de Molenbeek en wordt omringd door Burst, Zonnegem (deelgemeente van Sint-Lievens-Houtem), Vlekkem, Ottergem, Mere en Aaigem. Bambrugge heeft ook een gehucht: Egem. Het hoogste punt is "Steenberg", deze top haalt juist 60 meter. Het gemeentehuis, de sporthal en de bibliotheek van Erpe-Mere liggen in Steenberg, op het grondgebied van Bambrugge. Boven op Steenberg heeft men prachtige vergezichten, in oostelijke richting kan men de heuvel, waar de deelgemeente Mere ligt, bewonderen.

## Geschiedenis
Tot 1803 maakte Bambrugge deel uit van Burst. Uit een volkstelling in 1893 bleek dat het dorp 872 inwoners had. Het wordt genoemd in verschillende stukken uit de middeleeuwen. De naam zou kunnen afstammen van de zogenaamde Banmolens. Bij deze molens waren horigen verplicht hun graan te laten malen. Andere mogelijkheid zijn dat de naam is afgeleid van het woord baan (weg), of een verbastering van Banbrugge (brug van banno).
De Bambruggenaren worden volgens Jules Colen “geitenmelkers” genoemd. De verklaring is wellicht te vinden in de grote belangstelling voor de geitenkweek, die in het bijzonder tot uiting kwam in de stichting van een “geitenkweeksyndikaat” in 1911. De spotnaam werd door hem uit de volksmond opgetekend en is bij de oudere bevolking nog bekend.
De Romeinen wisten al vroeg dat er witte natuursteen (Vlaamse arduin of Lediaanse steen) zat in Steenberg. Deze witte natuursteen was geschikt als fundering en opgaand metselwerk voor hun villa's, voor het uitwerken van waterputten en als bouwmateriaal voor de zuilen en kapitelen van hun tempels. Ruim voor de 11de - 12de eeuw werd er in Bambrugge al witte zandsteen ontgonnen. De meest gebruikte witte natuursteen in Brabant in de 16de - 17de eeuw was de Balegem- of Ledesteen die tot na de Tweede Wereldoorlog ook in Steenberg werd ontgonnen. Tot in de jaren 1960 kon men er fossielen (nummulieten enhaaientanden) vinden. In de jaren 1960-1980 was er een amusementspark "Sun Valley" met feestzaal, zwembad en vijver. Vandaag is het gemeentelijk administratief centrum van Erpe-Mere er gevestigd.

## Demografische ontwikkeling
- Bronnen:NIS, Opm:1831 tot en met 1970=volkstellingen; 1976 = inwoneraantal op 31 december

## Bezienswaardigheden
- De Sint-Martinuskerk behoort tot het decanaat van Lede.
- Er staan anno 2013 zeven kapelletjes en een grot in goede staat. Vroeger waren er minstens acht. Twee kapelletjes die geen eigendom waren van de kerkfabriek werden afgebroken om plaats te maken voor een huis. Een van deze kapelletjes was eigendom van de familie De Koker-Volkaert en stond op de scheiding tussen wat nu Katstraat nº 15 en nº 17 is. Het werd gesloopt na een verkaveling in november 1961.
- Nadat de oude kerkklok uit 1832 vervangen werd door een elektrische installatie werd ze voor de pastorij geplaatst, waar ze ongeveer 30 jaar stond, tot ze op de nacht van dinsdag 8 op woensdag 9 oktober 2013 werd gestolen.[3]
- In 2012 werd het dodenhuizeken, het voormalige lijkenhuisje of dodenhuisje, gerestaureerd.
- Er zijn nog twee watermolens op de Molenbeek: de Egemmolen en Molens Van Sande. Van de Egemmolen blijven echter alleen nog maar wat restanten en het molenhuis over.

| Naam/Namen                                  | Adres        | Type                 | Beschermd | Info                                                                                               | Foto                       |
| ------------------------------------------- | ------------ | -------------------- | --------- | -------------------------------------------------------------------------------------------------- | -------------------------- |
| Egemmolen Meuleken Tik Tak                  | Everdal 21   | Bovenslag watermolen | Nee       | Korenmolen Rad verwijderd en grotendeels afgebroken Molenhuis gebruikt als buitenverblijf          | Molenhuis van de Egemmolen |
| Molens Van Sande Kasteelmolen Celindermolen | Prinsdaal 33 | Bovenslag watermolen | Nee       | Ooit korenmolen (banmolen) Later gewoon korenmolen Rad verwijderd Is nu een industriële bloemmolen | Molens Van Sande           |

## Galerij

Parochie
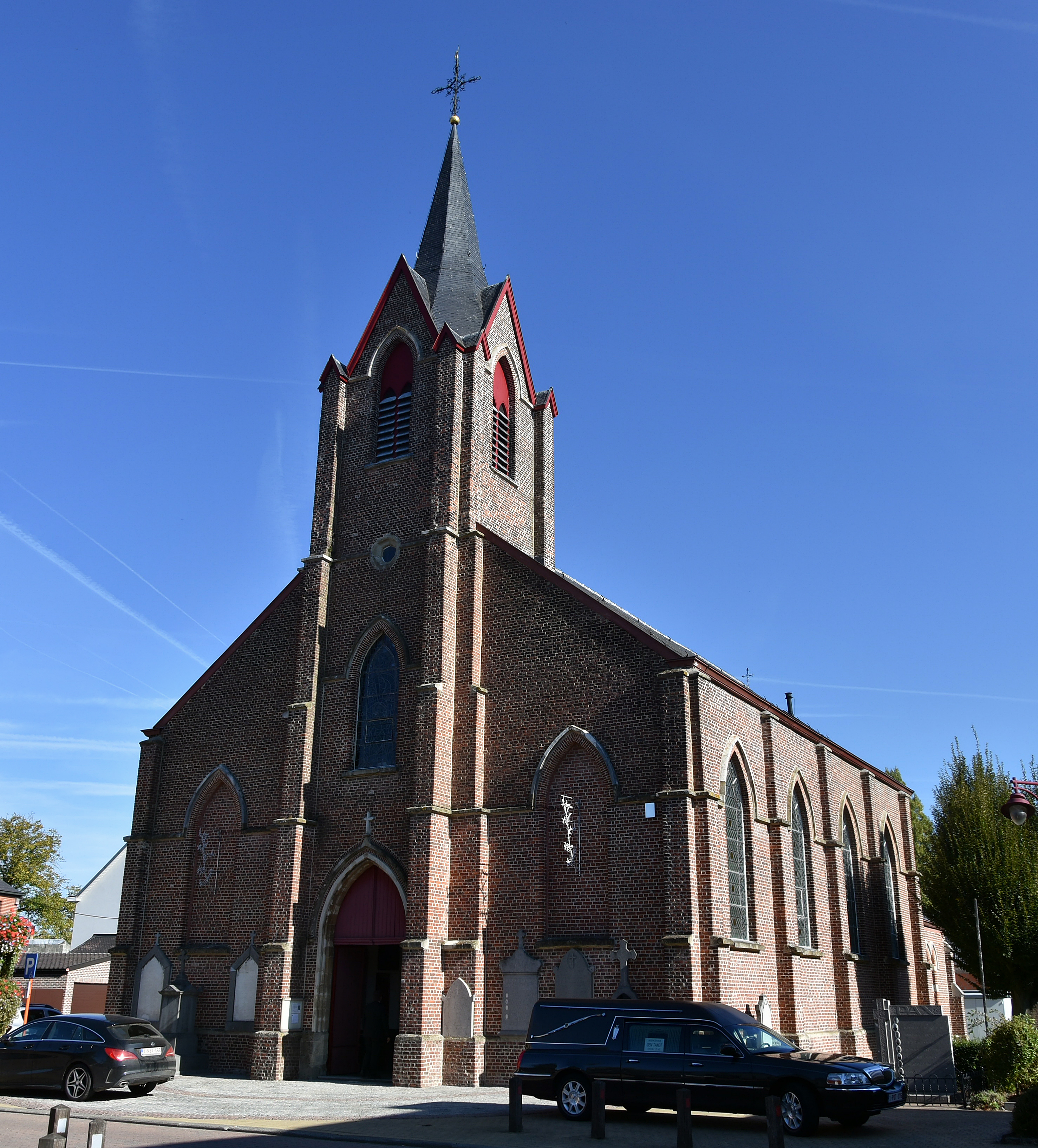
Sint-Martinuskerk
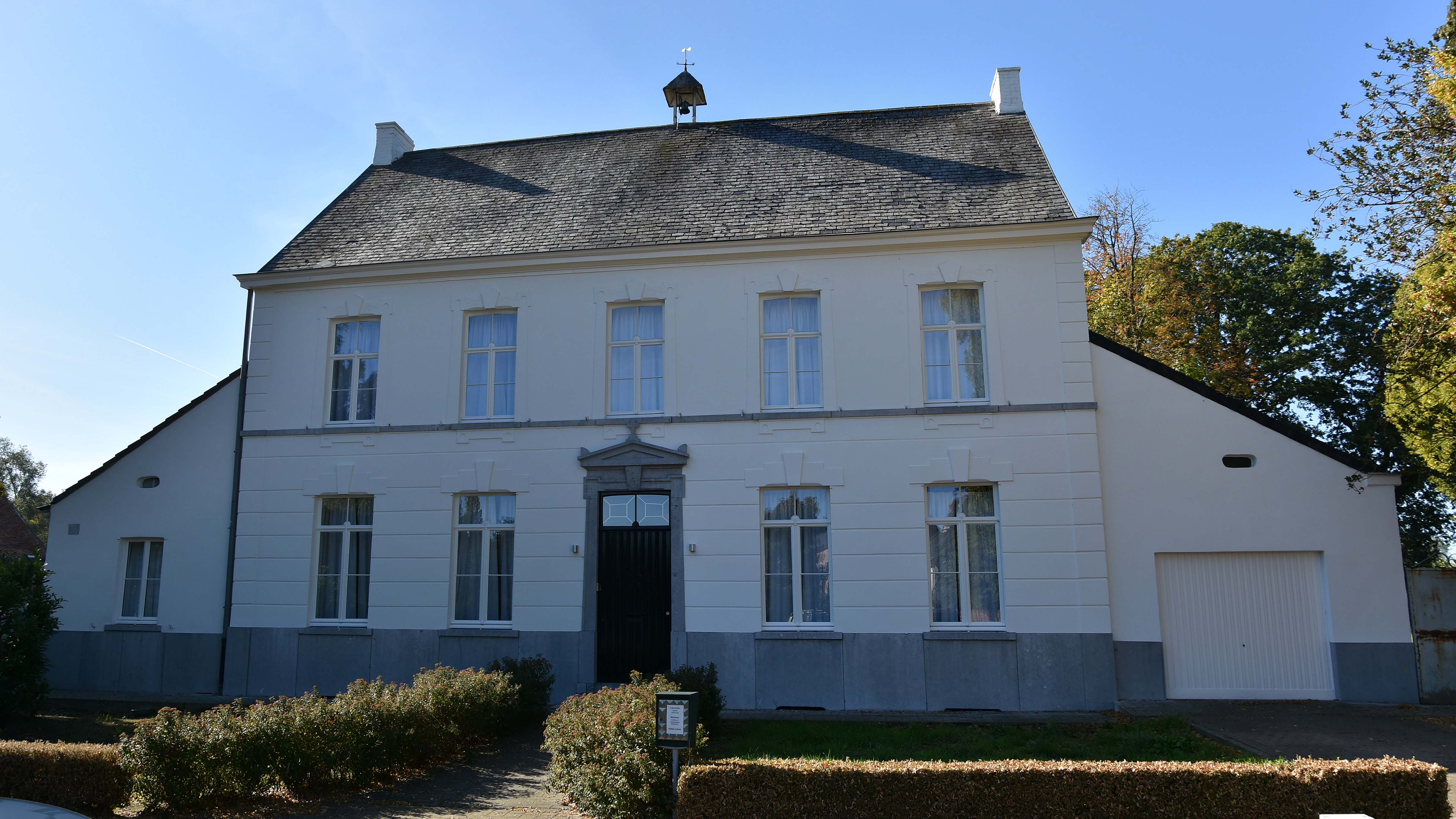
De pastorie
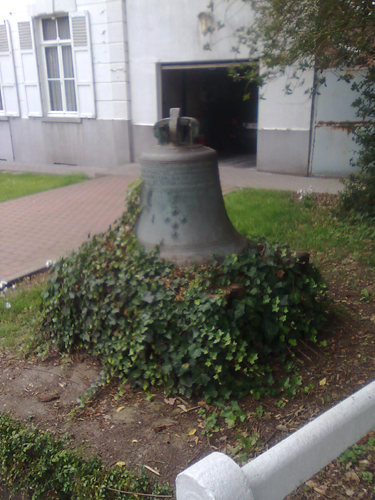
Oude kerkklok aan de pastorie
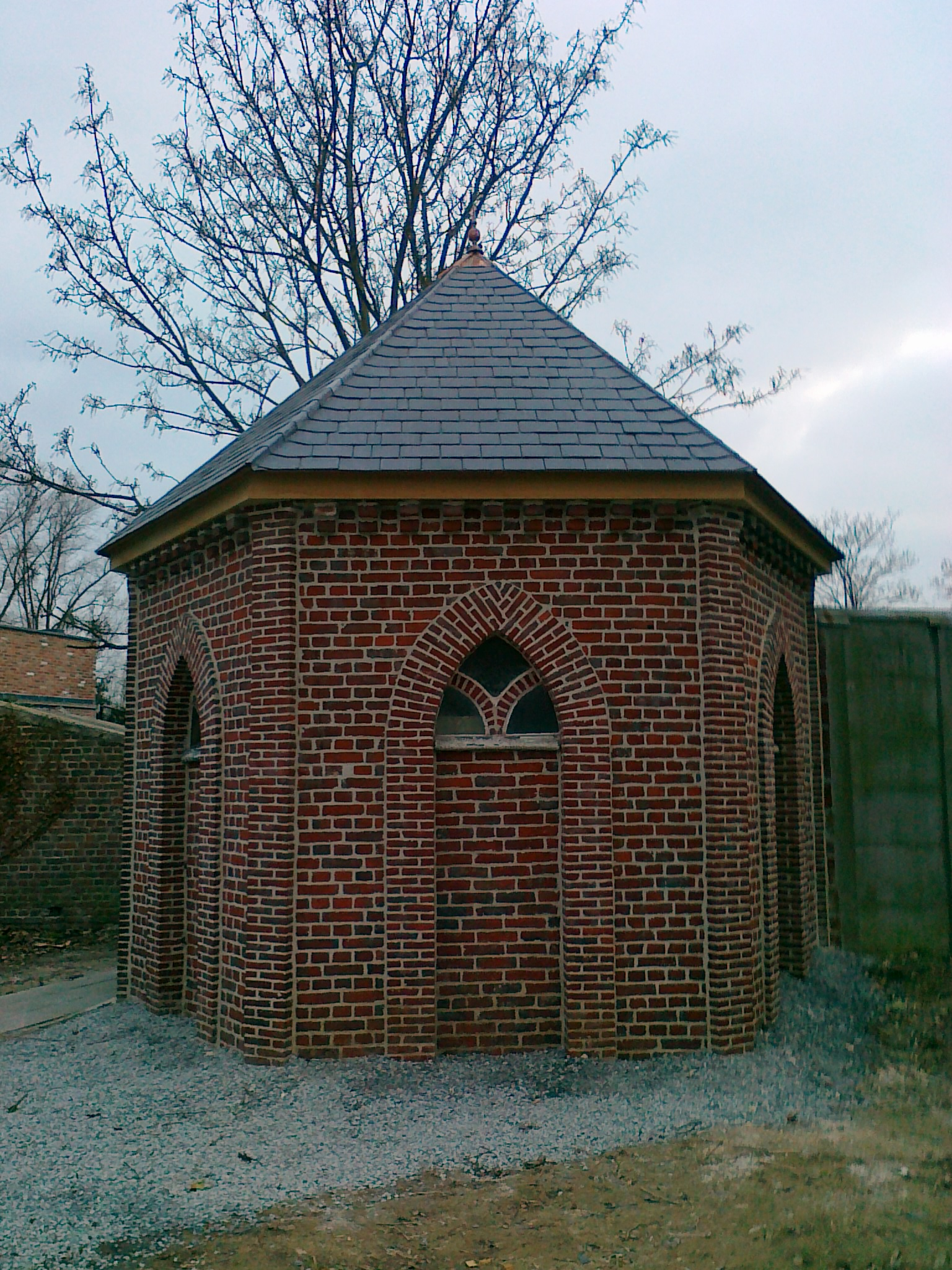
Dodenhuizeken op het kerkhof

Kapelletjes
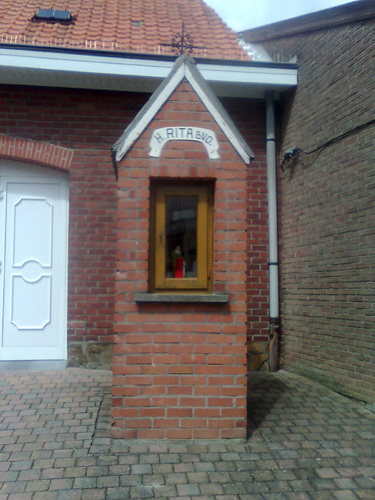
Kapelletje op Bambruggedorp
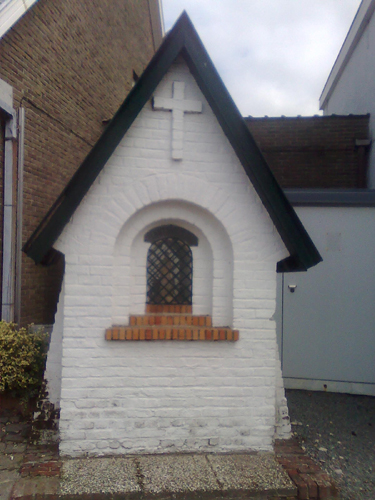
Kapelletje op den Dries
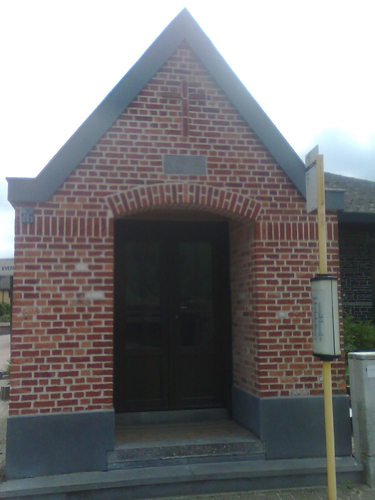
Kapelletje in de Egemstraat
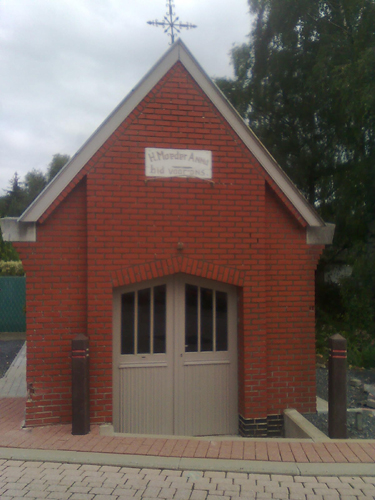
Sint-Anna kapel in de Katstraat
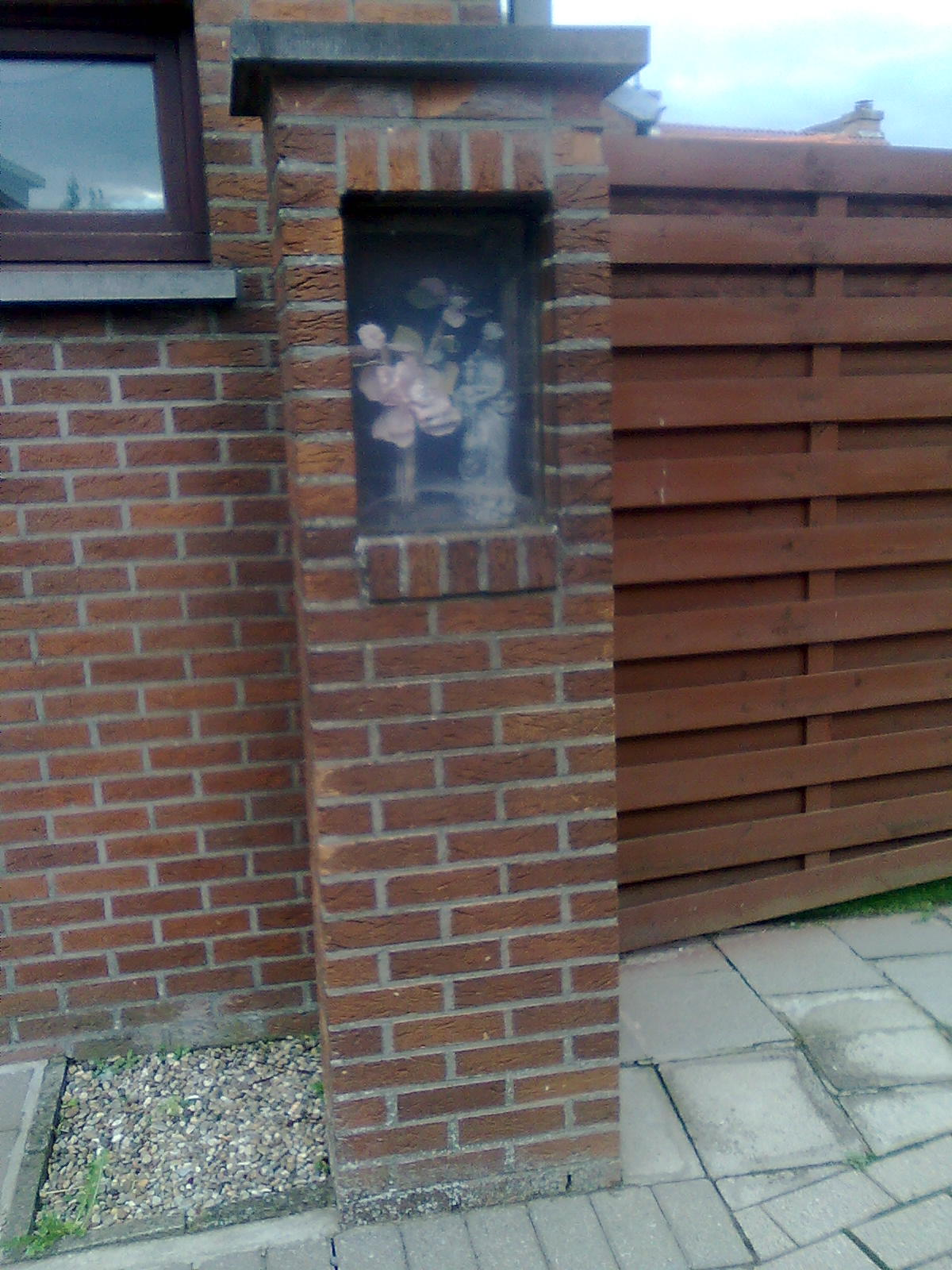
Kapelletje in de Kwalestraat
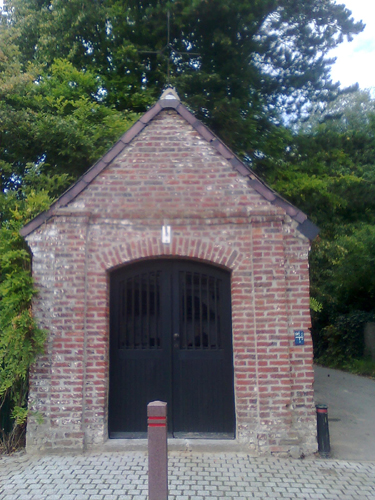
Kapelletje in de Landsheerstraat
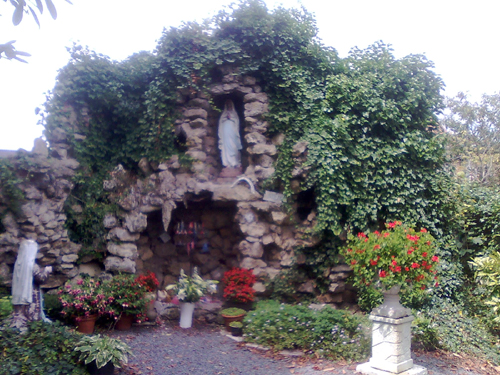
Grot van Jozef D'Haese

Gemeentelijk Domein Steenberg
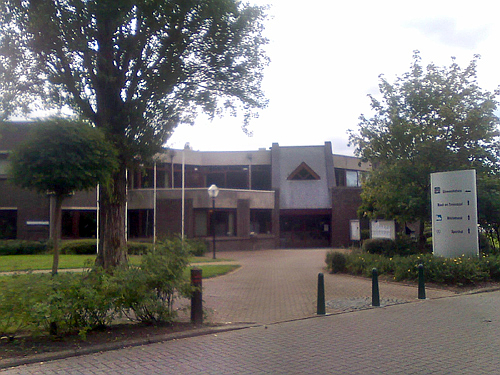
Gemeentehuis op Steenberg
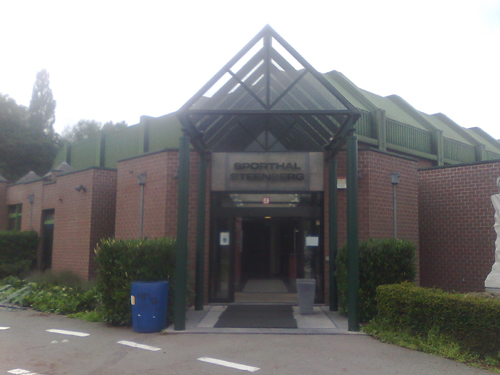
Sporthal op Steenberg
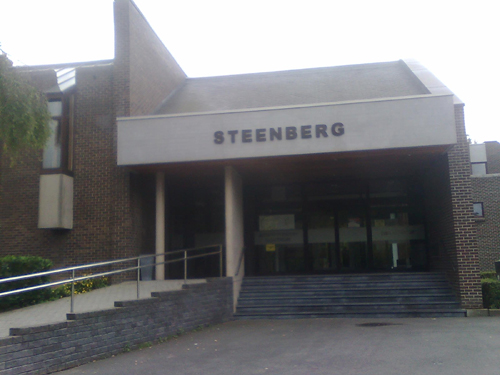
Bibliotheek op Steenberg
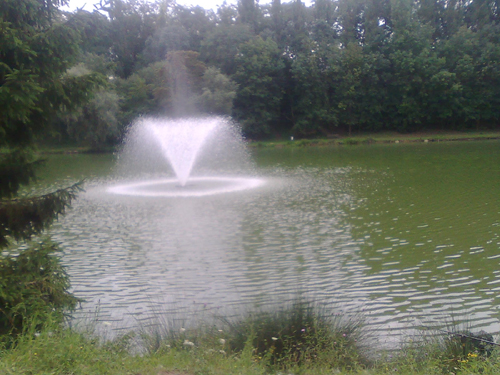
Vijver van Steenberg

## Natuur en landschap
Bambrugge ligt in Zandlemig Vlaanderen op een hoogte van ongeveer 40 meter. De Molenbeek stroomt door Bambrugge. In het noordoosten ligt de Steenberg. Hier was een steengroeve. Het hoogste punt van Bambrugge, ongeveer 60 meter, wordt hier bereikt. 

## Cultuur
In de week waarin 26 juli valt, wordt op zondag de Heilige Anna aanbeden in de kerk. Er is dan ook de Sint-Anna-ommegang waar het Sint-Annabeeld door vrijwilligers op een draagstoel wordt rondgedragen. In die periode is het ook Sint-Anna kermis.

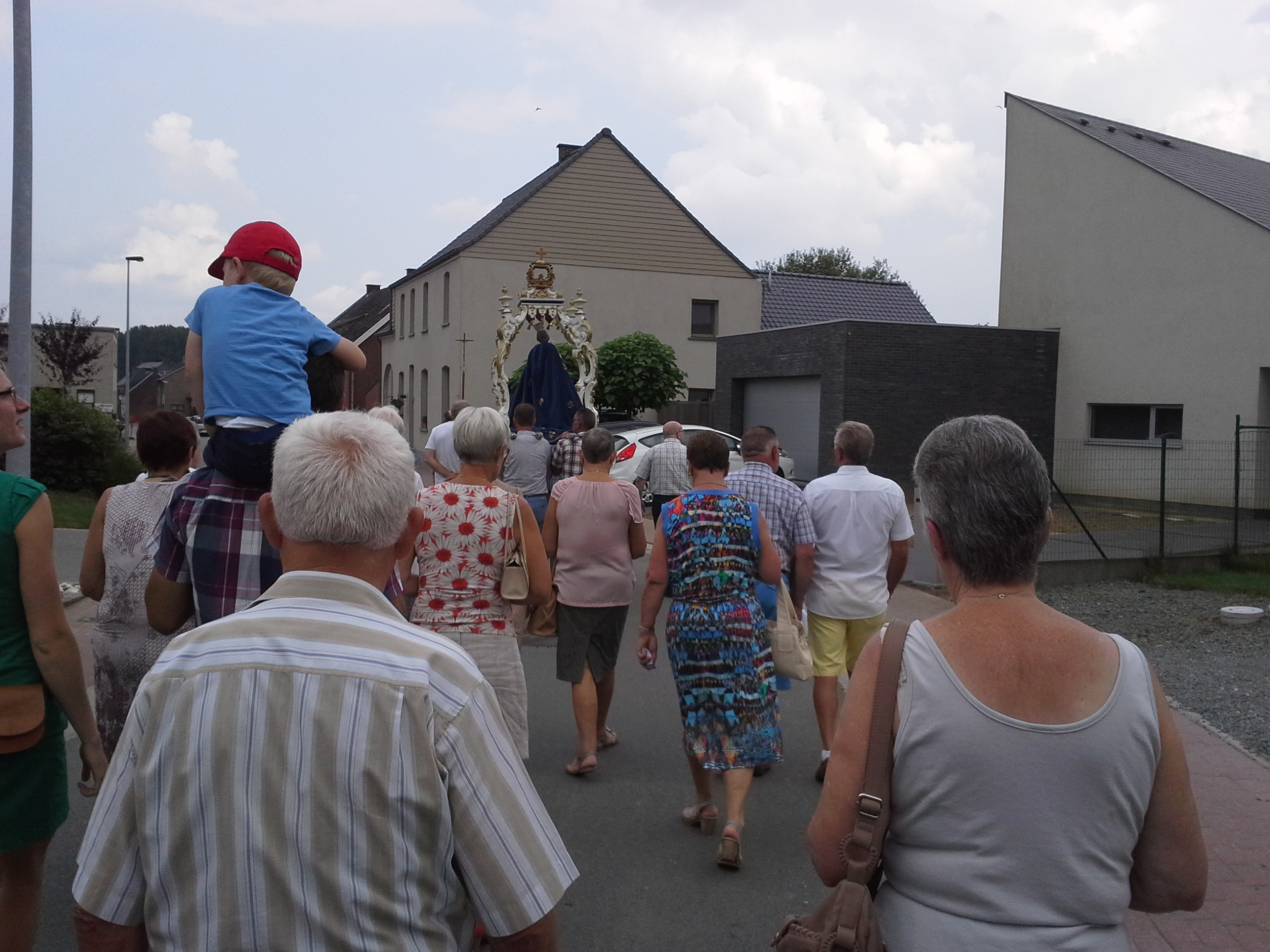
Sint-Anna ommegang
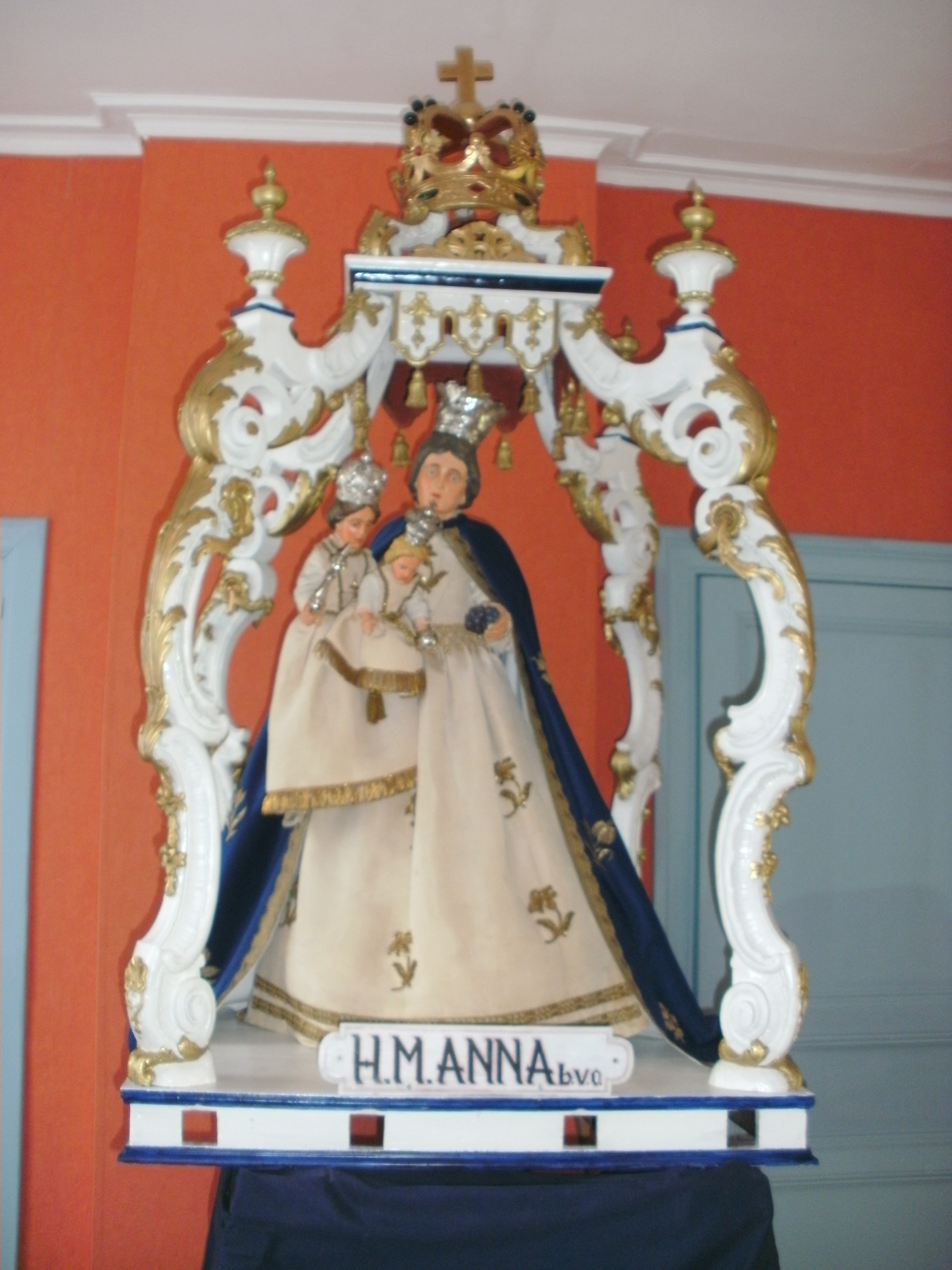
Sint-Annabeeld op de draagstoel

In 2018 maakten De Wanzeelse Kineasten voor Erfgoedcel Denderland video-opnames van verschillende dialecten uit de Denderstreek, waaronder het Bambrugs. Het Bambrugs is een typisch dialect dat een onderdeel is van de dialecten in de Denderstreek, en toch heel verschillend van de omringende dialecten met een aparte woordenschat en uitspraak.

## Toerisme
Door dit dorp loopt onder meer de Molenbeekroute.

## Verkeer en vervoer

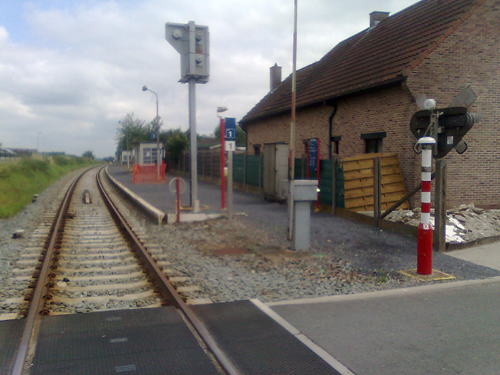
Treinhalte aan lijn 82

Door Bambrugge loopt de N46 of Oudenaardsesteenweg. Er is een spoorweghalte Bambrugge op de lijn Burst-Aalst.

## Sport
KRC Bambrugge speelt in tweede provinciale Oost-Vlaanderen.
In 2015 werd het Belgisch Kampioenschap Veldrijden gehouden op het domein Steenberg. Dat jaar vond tevens voor het laatst de Steenbergcross (cyclocross) plaats.

## Oude straatnamen
Verscheidene straten hebben nu een andere naam dan vroeger.
| Straat              | Oude naam (kadaster, 19e eeuw) |
| ------------------- | ------------------------------ |
| Bambruggedorp       | Kerkveldstraet                 |
| Dries               | Lindekouterstraet              |
| Broekkouter         | Broek Cauterlos                |
| Egemstraat          | Pontweg                        |
| Everdal             | Steenbergweg                   |
| Hoolstraat          | Hollestraet                    |
| Katstraat           | Haezenakker                    |
| Kwalestraat         | Quarestraet                    |
| Landsheerstraat     | Landsheerstraet, Hasseltlos    |
| Lindekouter         | Lindekauterstraet              |
| Oudebaan            | Oode Heerbaen                  |
| Oudenaardsesteenweg | Route d'Audenarde Alost        |
| Prinsdaal           | Pontweg, Prindaelstraet        |
| Tweekerkenstraat    | Kerkveldlos                    |
| Zadelweg            | Zadelweg                       |

## Bekende inwoners
- Eddy De Leeuw (1956-2015), atleet

## Nabijgelegen kernen
Ottergem, Vlekkem, Zonnegem, Burst, Aaigem
Deelgemeenten: Aaigem · Bambrugge · Burst · Erondegem · Erpe · Mere · Ottergem · Vlekkem

Gehuchten: Edixvelde (deels) · Egem

Belgische gemeenten · Arrondissement Aalst · Oost-Vlaanderen · Vlaanderen